# 比企尼
比企尼（ひきのあま、生没年不詳）は平安時代末期の女性。比企掃部允の妻。比企掃部允は武蔵国比企郡の代官で、藤原秀郷の流れを汲む一族であった。源頼朝の乳母として知られる。実名・父母は不明。娘に丹後内侍、河越尼、三女（実名通称不詳）、猶子は比企能員。

## 生涯
生没年は不詳。源頼朝の乳母。平治元年（1159年）の平治の乱によって源義朝が敗死し、嫡男・頼朝は14歳で伊豆国に流罪となる。頼朝の乳母であった比企尼は武蔵国比企郡の代官となった夫の掃部允と共に京から領地へ下り、治承4年（1180年）の秋までの20年間にわたり頼朝に仕送りを続けた（『吾妻鏡』寿永元年10月17日条）。
娘が3人おり、源範頼の系譜である『吉見系図』によると、嫡女・丹後内侍は惟宗広言と密かに通じて島津忠久を産んだとされ、その後に関東へ下って安達盛長に再嫁し、盛長は頼朝の側近となる。
次女（河越尼）は武蔵国の有力豪族・河越重頼の室となった。
三女は伊豆国の有力豪族・伊東祐清に嫁ぎ、死別したのち源氏門葉である平賀義信の室となっている。
比企尼は比企郡から頼朝に米を送り続け、3人の娘婿（盛長・重頼・祐清）に頼朝への奉仕を命じていたという。長女と次女の娘はそれぞれ頼朝の異母弟・源範頼、源義経に嫁いでいる。
比企尼は男子に恵まれなかったため、比企氏の家督は甥の比企能員を尼の猶子として跡を継がせている。後に能員が頼朝の嫡男・頼家の乳母父となって権勢を握ったのは、この尼の存在におけるところが大きかった。なお、尼の次女と三女も頼家の乳母となっている。夫の掃部允は頼朝の旗揚げ前に死去している。
文治2年（1186年）6月16日と文治3年（1187年）9月9日、頼朝と北条政子の夫妻が尼の屋敷を訪れて、納涼や観菊の宴会を催している。その後の尼の動向や死没年は不明だが、『吉見系図』では孫娘の婿である源範頼が謀反の咎で誅殺された際、頼朝に曾孫の助命嘆願を行い、範頼の男子2人が出家する事で連座を逃れたとしている。

## 関連作品
テレビドラマ
- 新・平家物語（1972年、NHK大河ドラマ） - 演：柳川慶子
- 義経（2005年、NHK大河ドラマ） - 演：二木てるみ
- 鎌倉殿の13人（2022年、NHK大河ドラマ） - 演：草笛光子

## 画像集

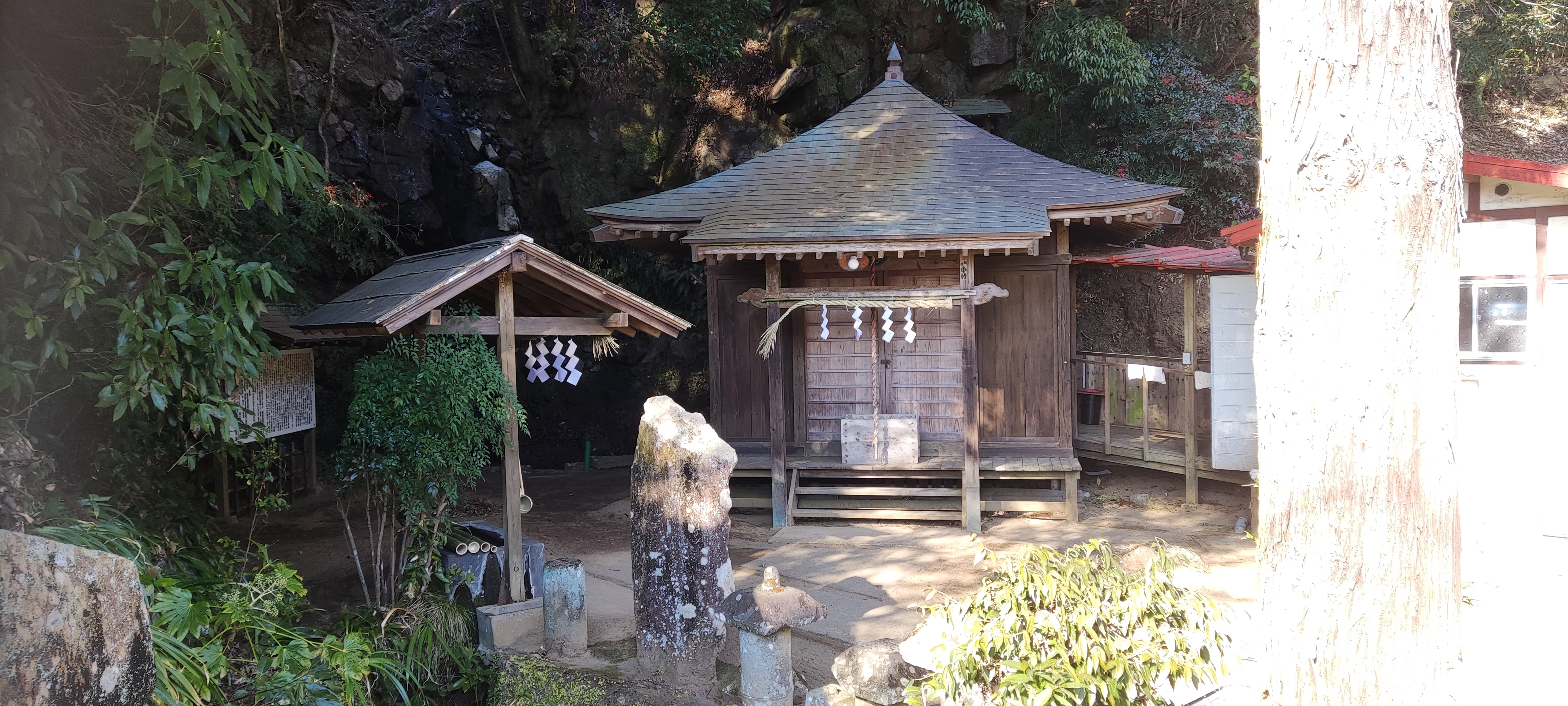
冷川不動尊（函南町）（静岡県田方郡函南町1076‐1）
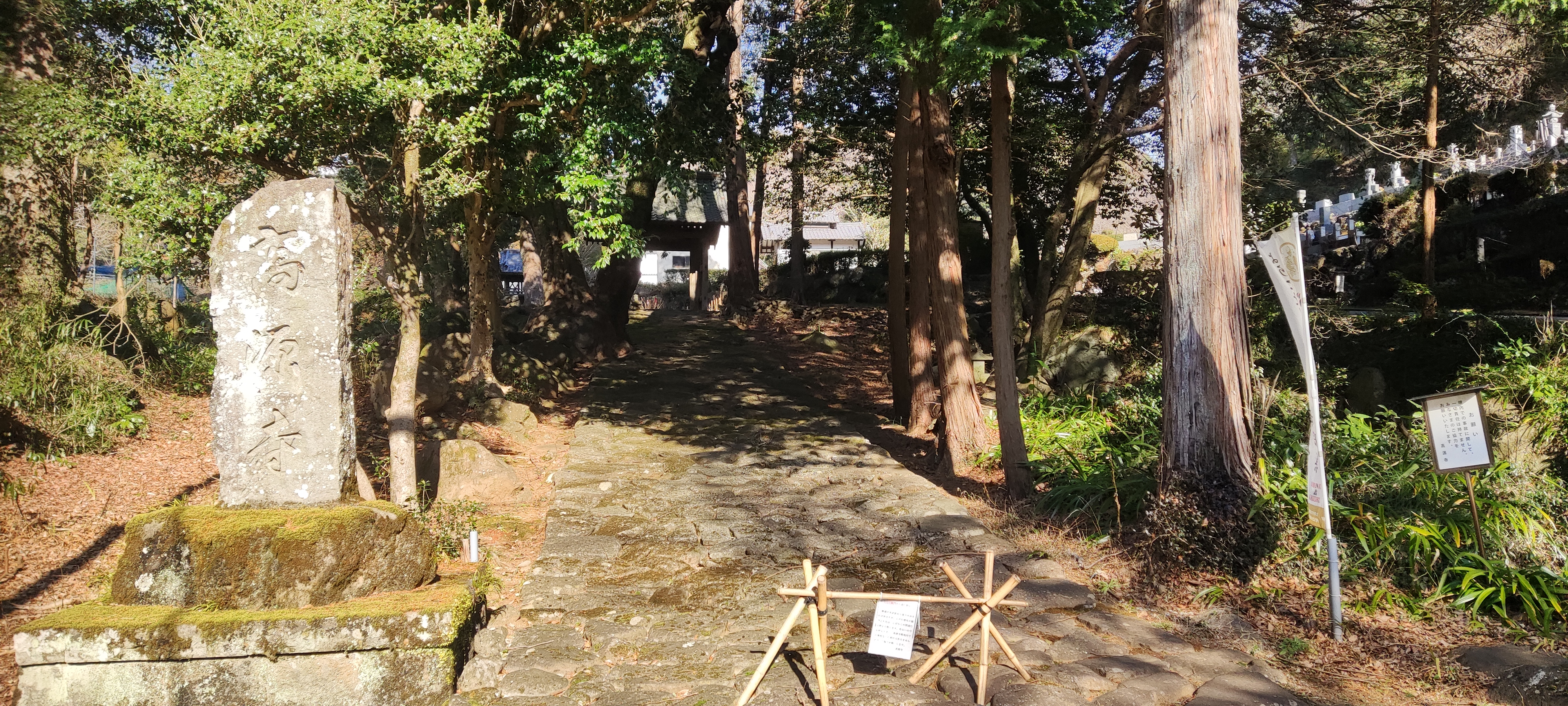
高源寺（函南町）（静岡県田方郡函南町桑原1265）
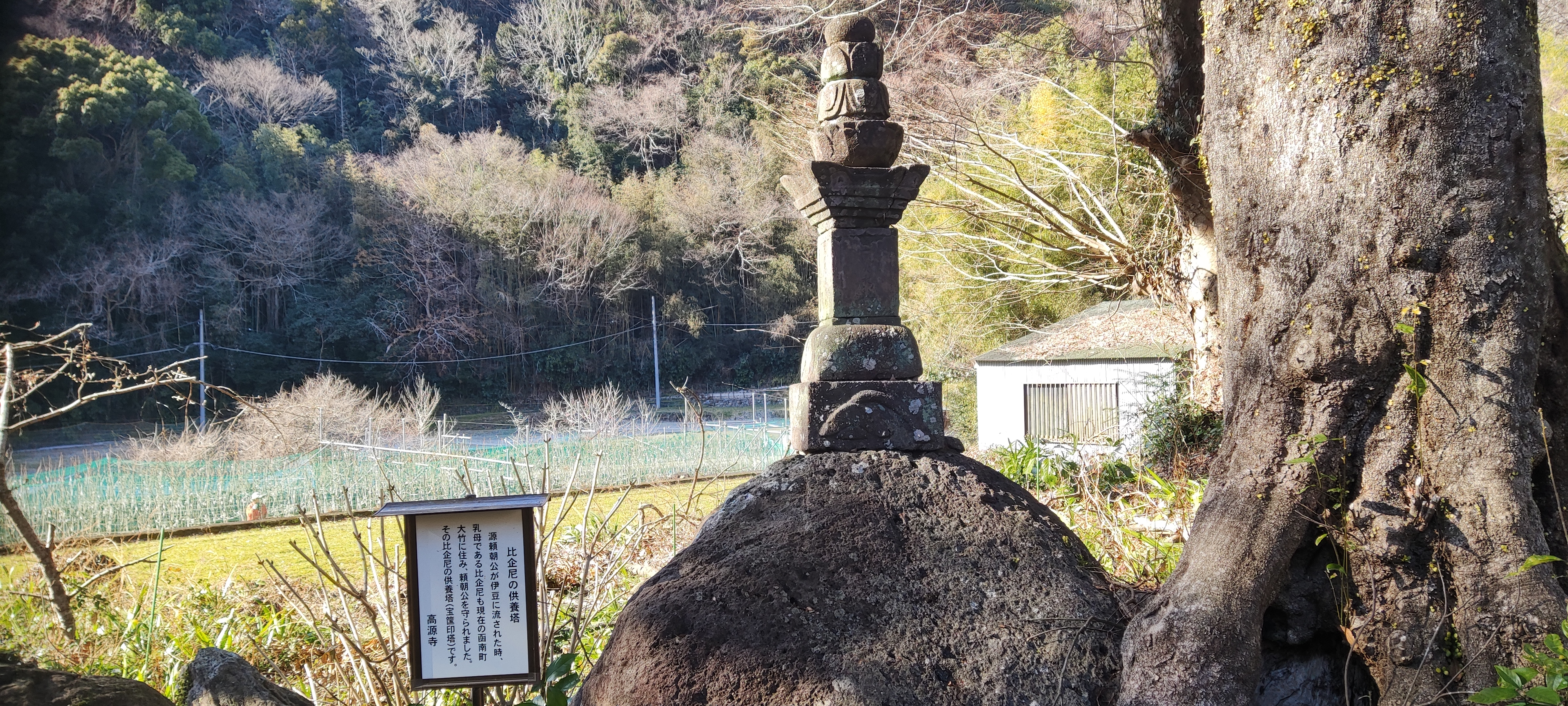
比企尼宝篋印塔（函南町）（高源寺山門向かい手前石段左側）